# Гамильтон, Джеймс, 8-й граф Аберкорн

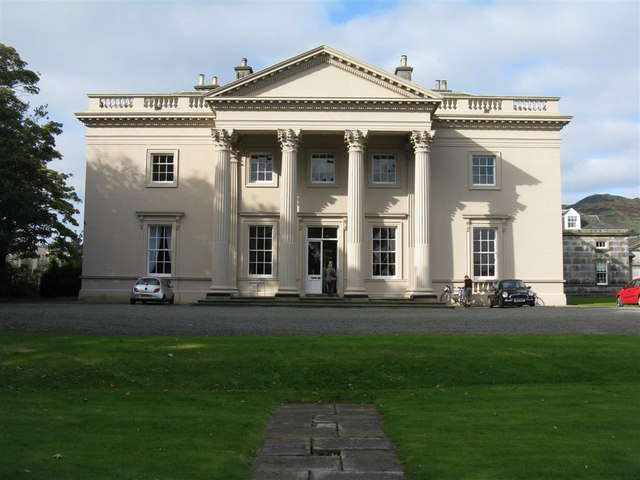
Даддингстон-хаус

Джеймс Гамильтон, 8-й граф Аберкорн (22 октября 1712 — 9 октября 1789) — шотландско-ирландский аристократ и наследственный пэр. Носил титул лорда Пейсли  с 1734 по 1736 год. Джеймс Гамильтон унаследовал большие поместья в Ирландии, где построил особняк, и вновь приобрел некоторые из родовых земель семьи в Шотландии.

## Биография
Старший сын Джеймса Гамильтона, 7-й граф Аберкорна (1686—1744), и Энн Плюмер (1690—1776). Родился на Куин-сквер в Лондоне 22 октября 1712 года. Поступил в Крайст-Черч, Оксфорд 10 октября 1729 года. 22 марта 1736 года был вызван в Ирландскую Палату лордов в титуле барона Маунткасл. Сменил своего отца на посту 8-го графа Аберкорна в 1744 году.
К моменту его преемственности наследования земли семьи в Шотландии были давно распущены. Гамильтон начал обратно покупать земли, купив феодальное баронство Даддингстон в Эдинбурге в 1745 году. Вскоре был приведен к присяге Тайного совета Ирландии 20 апреля 1756 года, где он унаследовал обширные земли. В 1760 году он поручил сэру Уильяму Чемберсу спроектировать классический Даддингстон-хаус. С 1761 по 1787 год он был представителем тори в Шотландии. Хорас Уолпол отметил, что Аберкорн был исключительно лаконичен.
Аберкорн продолжал выкуп старых семейных землях в Шотландии, приобретя лордство Пейсли в 1764 году у Томаса Кокрейна, 8-го графа Дендональда. Гамильтон также имел приобрел в Уитхеме, графство Эссекс, и построил большой новый дом в Баронкорте в Ирландии с 1779 по 1781 год. Также был ответственен за начало развития нового города Пейсли в 1779 году через реку Карт до Старого города.
Его главной резиденцией был Даддингстон-хаус близ Эдинбурга.
В Палате лордов Аберкорн выступал против отмены в 1766 году Закона о гербах и Ост-индского билля, выдвинутого коалицией Фокс-Норт в 1783 году. 24 августа 1786 года он получил титул виконта Гамильтона в звании пэра Великобритании с правом наследования для свого племянника Джона Джеймса Гамильтона. Комитет по привилегиям 13 февраля 1787 года создал прецедент, постановив, что он освобождает свое место пэра-представителя Шотландии. Граф Аберкорн скончался в Боробридже 9 октября 1789 года во время путешествия и был похоронен в аббатстве Пейсли. Все его титулы перешли к его племяннику Джону Джеймсу Гамильтону, 9-му графу Аберкорну.

## Титулатура
- 8-й граф Аберкорн (с 11 января 1744)
- 8-й лорд Пейсли из графства Ренфру (с 11 января 1744)
- 4-й баронет Гамильтон из Доналонга, графство Тирон, и Нины, графство Типперэри (с 11 января 1744)
- 8-й лорд Пейсли, Гамильтон, Маунткасл и Киркпатрик (с 11 января 1744)
- 3-й виконт Страбан (с 11 января 1744)
- 9-й лорд Гамильтон, барон Страбан, графство Тирон (с 11 января 1744)
- 1-й виконт Гамильтон (с 24 августа 1786)
- 8-й лорд Аберкорн, графство Линлитгоу (с 11 января 1744)
- 3-й барон Маунткасл, графство Тирон (с 22 марта 1736)